# Rhizopoides
Rhizopoides is een geslacht van kreeftachtigen uit de klasse van de Malacostraca (hogere kreeftachtigen).

## Soort
- Rhizopoides yangae (Ng, 1985)